# Reuthen (Felixsee)
Reuthen (niedersorbisch Ruśi) ist ein Ortsteil der Gemeinde Felixsee im Landkreis Spree-Neiße in Brandenburg. Der Ort wurde am 26. Oktober 2003 eingemeindet und war vorher eine eigenständige Gemeinde. Reuthen gehört dem Amt Döbern-Land an.

## Lage
Reuthen liegt in der Niederlausitz, rund zehn Kilometer Luftlinie ostnordöstlich von Spremberg und zwölf Kilometer nordwestlich von Weißwasser. Die Gemarkung des Ortes grenzt im Norden an Bohsdorf, im Nordosten an Friedrichshain, im Osten an Wolfshain, im Südosten an die sächsische Gemeinde Groß Düben, im Süden an Lieskau, im Südwesten an Schönheide, im Westen an Bloischdorf und im Nordwesten an Klein Loitz. Zum Ortsteil Reuthen gehört neben dem gleichnamigen Dorf zudem der Wohnplatz Horlitza an der Grenze zu Sachsen.
Durch den Ort Reuthen verläuft die Kreisstraße 7106. Im Süden wird die Gemarkung von Westen nach Osten von der Bundesstraße 156 durchquert. Nordöstlich von Reuthen liegt das Reuthener Moor. Die Tranitz fließt durch den Ort, im Osten der Gemarkung bei Horlitza liegen die Grubenteiche.

## Geschichte
Das Dorf Reuthen wurde erstmals im Jahr 1474 mit der Bezeichnung Rewten urkundlich erwähnt. Reinhard E. Fischer leitet den Ortsnamen von dem niedersorbischen Wort „ruda“ = Raseneisenstein ab und stellt damit eine Verbindung zu der Kirchenruine im Dorf her. Der sorbische Volkskundler Arnošt Muka bezieht den Ortsnamen auf das niedersorbische „ruta“ für Rautengewächse, diese Variante hält auch der Sprachwissenschaftler Ernst Eichler für wahrscheinlicher. 1508 lautete der Ortsname Reuthe und 1511 schließlich Reuthen, der sorbische Name wurde 1761 als Ruschi und 1843 als Ruśc genannt.
Das älteste Gebäude im Dorf ist die Alte Schenke, die 1552 erstmals erwähnt wurde und heute ein Gemeindezentrum beherbergt. Im 17. Jahrhundert gehörte Reuthen zur Herrschaft Spremberg und somit zur Markgrafschaft Niederlausitz. Diese war bis 1635 Teil der böhmischen Kronländer und kam mit dem Frieden von Prag im Jahr 1635 an das Kurfürstentum Sachsen. Während des Dreißigjährigen Krieges wurde Reuthen zerstört und wieder aufgebaut, die Kirche ist seitdem jedoch eine Ruine. 1806 wurde das Kurfürstentum Sachsen zum Königreich Sachsen erhoben. Etwa um diese Zeit bestand Reuthen aus 15 Wohnhäusern und hatte 80 Einwohner, von den Haushalten waren acht Bauern, sechs Gärtner und ein Häusler. Die Schatzung betrug 983 Gulden. Des Weiteren gab es eine Dorfschule. Nach der auf dem Wiener Kongress beschlossenen Teilung des Königreiches Sachsen kam das Gut Reuthen 1815 an das Königreich Preußen und wurde bei der Gebietsreform im folgenden Jahr dem Kreis Spremberg in der Provinz Brandenburg zugeteilt.

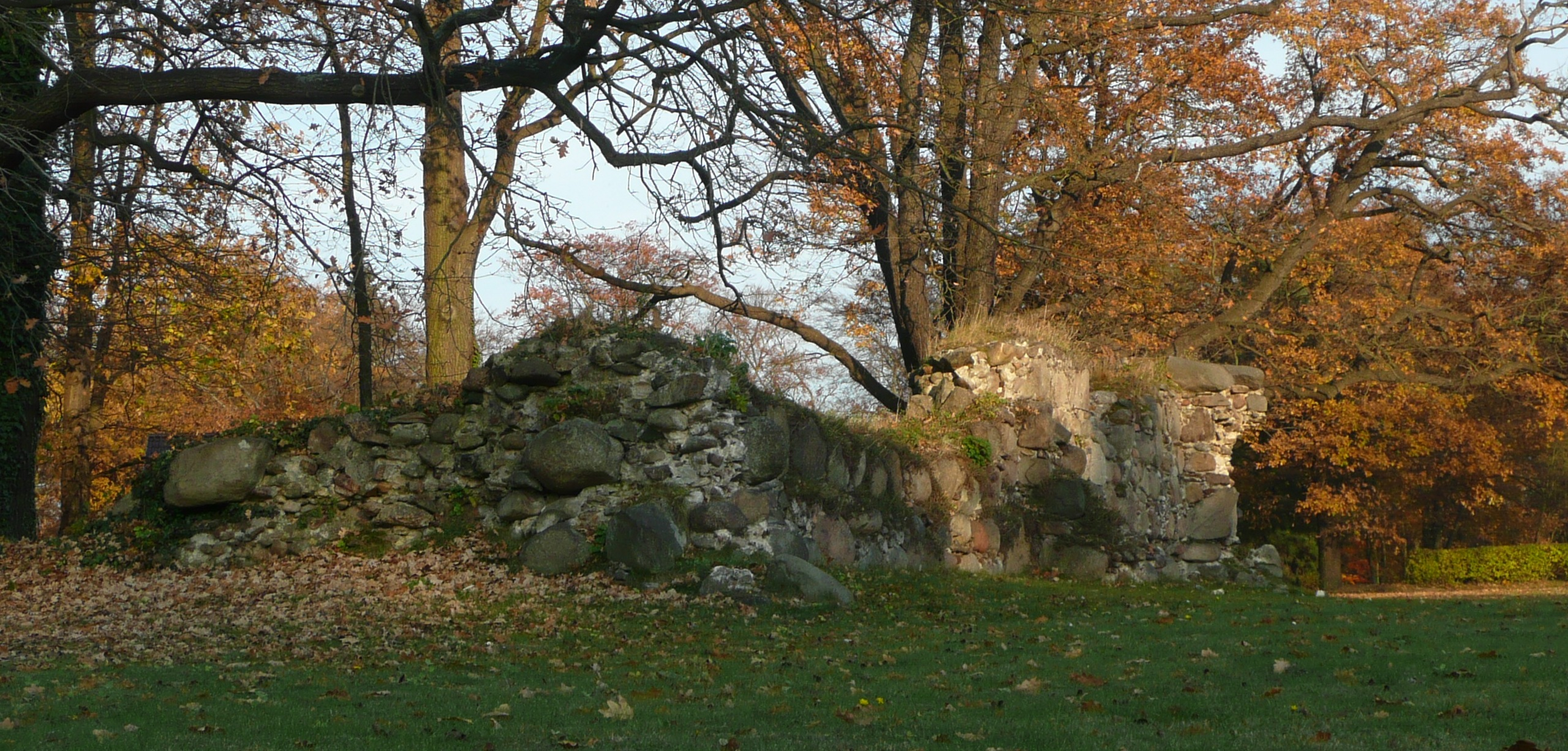
Kirchenruine Reuthen

Anfang der 1840er-Jahre gab es in Reuthen 44 Wohngebäude, insgesamt hatte der Ort 277 Einwohner. Es gab zudem eine mit Wasserkraft betriebene Sägemühle, eine Windmühle und eine Ziegelei. Kirchlich gehörte Reuthen zu Graustein. 1852 hatte Reuthen 300 Einwohner, 1864 lebten 336 Menschen im Dorf. Bei der Volkszählung vom 1. Dezember 1871 setzte sich die Bevölkerung der Landgemeinde Reuthen wie folgt zusammen: Im Ort lebten 38 Familien und insgesamt 186 Einwohner, davon waren 89 männlich und 97 weiblich; 49 Einwohner waren Kinder unter zehn Jahren. Alle Einwohner waren evangelisch-lutherischer Konfession. Der Gutsbezirk Reuthen hatte 137 Einwohner, davon 64 männlich und 73 weiblich sowie 44 Einwohner im Alter von unter zehn Jahren. 136 Einwohner waren evangelisch-lutherisch, einer war katholisch. Im Jahr 1874 wurde in Reuthen ein 38 Hektar großer Landschaftspark angelegt, der heute denkmalgeschützt ist. Noch in den 1880er-Jahren war Reuthen eine überwiegend sorbischsprachige Gemeinde. Für seine Statistik über die sorbische Bevölkerung in der Lausitz ermittelte Arnošt Muka um 1884 eine Einwohnerzahl von 383, davon waren 363 Sorben (95 %) und 20 Deutsche. Am 1. Dezember 1910 hatte die Landgemeinde Reuthen 204 Einwohner, im Gutsbezirk Reuthen lebten 112 Menschen.
Am 1. Januar 1938 wurde die südlich angrenzende Nachbargemeinde Horlitza nach Reuthen eingemeindet. Nach dem Zweiten Weltkrieg wurde der Ort Teil der Sowjetischen Besatzungszone, aus der im Oktober 1949 die DDR entstand. Ab der Kreisreform vom 25. Juli 1952 gehörte die Gemeinde Reuthen zum Kreis Spremberg im Bezirk Cottbus. Inzwischen war der Anteil sorbischsprachiger Einwohner stark zurückgegangen, Ernst Tschernik zählte im Jahr 1956 einen sorbischsprachigen Bevölkerungsanteil von nur noch 4,1 %. Nach der Wiedervereinigung lag Reuthen zunächst im Landkreis Spremberg im Land Brandenburg, dieser ging bei der Kreisreform am 6. Dezember 1993 im neuen Landkreis Spree-Neiße auf. Noch im Landkreis Spremberg hatte sich die Gemeinde Reuthen mit zwölf weiteren Gemeinde und der Stadt Döbern zum Amt Döbern-Land zusammengeschlossen. Am 26. Oktober 2003 wurde Reuthen nach Felixsee eingemeindet.
Das Gut Reuthen befand sich im Jahr 1520 im Besitz derer von Kittlitz, es folgten die von Steinkeller, 1576 die Familie Gode aus Lübeck, von 1595 bis mindestens 1662 die von Mandelsloh, von 1670 bis 1867 die von Leupoldt, von 1868 bis 1872 ein Freiherr von Luttitz, ab 1873 der Berliner Zeitungsverleger Hermann Killisch von Horn (1821–1886) und bis 1945 dessen Erben. Im Jahr 2000 wurde es von Sebastian von Rotenhan erworben.
In Reuthen befindet sich eine ca. vier Hektar große Reitsportanlage, welche zu den schönsten im Land Brandenburg zählt. Dort findet jedes Jahr im August ein nationales Reit- und Springturnier statt.

## Bevölkerungsentwicklung
| 1875 | 372 | 1939 | 361 | 1981 | 289 |
| 1890 | 305 | 1946 | 379 | 1985 | 284 |
| 1910 | 316 | 1950 | 404 | 1989 | 277 |
| 1925 | 315 | 1964 | 360 | 1995 | 275 |
| 1933 | 298 | 1971 | 339 | 2002 | 287 |